# Jan Henrik Engström
Jan Henrik (JH) Engström, född den 4 september 1969 i Hagfors, är en svensk fotograf och regissör. Han har två barn tillsammans med sin tidigare sambo skådespelaren Amanda Ooms.

## Priser och utmärkelser
- Svenska Fotobokspriset 1998
- Region Värmlands Frödingstipendium 2015[8]